# Танго нуэво
Танго нуэво (Нуэво танго или же Нуэво) — форма музыки, появившаяся в 1960-70-е годы и представляющая собой развитие традиционного аргентинского танго, а также основанный на ней танец.

## Танец

### Происхождение
До 1990 годов аргентинское танго учили с применением дидактического метода; желающие научиться искусству танца лишь пытались повторить то, что показывал инструктор. Не было объяснения как и почему сделано именно это движение.
В 1990-е же в Буэнос-Айресе образовалась «Группа исследователей танго» (позже переименованная в Cosmotango), вдохновителями которой стали Густаво Навейра и Фабиан Салас. Они применили принципы танцевальной кинезиологии современного танца для рассмотрения физики движений аргентинского танго. Анализируя все результаты своих исследований, они начали рассматривать все возможности движения в рамках танца. Это и считается возникновением нуэво танго, так как произошёл сдвиг во всем танго.
Хотя за пределами Аргентины к танго нуэво относятся как к стилю танго, основателями стиля оно таковым не считается. Это только метод анализа и преподавания, основанный на принципах танцевальной кинезиологии аргентинского танго. В 2009 Густаво Навейра опубликовал своё эссе New Tango, в котором сказал: «Существует некая путаница в определении нуэво как танца танго: его называют стилем, формой или техникой. Часто термин „нуэво“ используется для обозначения стиля танца, что вновь является ошибкой. На самом же деле это все то, что происходило с танго с 1980 годов. Это не стиль. Слова Танго Нуэво именно отражают, что происходит с танцем в целом, что идет развитие». Поэтому, по утверждениям Навейры и других основателей понятия, все стили танго, которые проанализированы, это все есть Танго Нуэво.
Однако несмотря на все уговоры и объяснения создателей нуэво, термин все равно стал ассоциироваться с отдельным и отличным от обычного стилем танго. Самыми известными практиками нуэво можно назвать Густаво Навейру, Норберто Эсбреса, Фабьяна Саласа, Эстебана Морено, Клаудию Кодегу, Себастьяна Арсе, Мариану Монтес, Марьяно Фрумболи, Пабло Верона и Роберто Эрреру. Все эти танцоры очень разные, каждый имеет яркий индивидуальный стиль, но тем не менее считается, что все они исполняли танцы в стиле танго нуэво.
Критики отмечали, что нуэво больше основано на физике движений, чем на музыке, чувствах и традициях аргентинского танго, и это большая потеря для следующих поколений танцоров. Так же было отмечено, что почти не стало видно отличия нуэво от шоу танго. В своем интервью один из основателей Марьяно Чимболи выразил такую мысль: «Сегодня вы исполняете volcada и colgada, и это то же самое так как, грубо говоря, все это находится в одном пакете. Затем, когда выбор встает между volcada и sandwichito, они делают…да, движение volcada. Почему? Да потому что это более ярко и привлекательно. Люди не танцуют sandwichito, но одновременно делают все то, что делает танец лучше»
В июле 2009 Густаво Навейра написал о нуэво так:
Существует некая путаница в определении нуэво как танца танго: его называют стилем, формой или техникой. Часто термин «нуэво» используется для обозначения стиля танца, что вновь является ошибкой. На самом же деле это все то, что происходило с танго с 1980 годов. Это не стиль. Танго нуэво — это не термин, не название (за исключением одного произведения А. Пьяццоллы). Имея это все в виду, такими простыми словами выражается то, что происходит с танго в целом, его эволюция. так же это не стиль, так как количество танцоров увеличивается, танго улучшается и развивается, обогащая себя чем-то новым. Так же недавно состоялось обсуждение по проблеме близких позиций, деления танца на открытый и закрытый стиль, что так же не может не вызывать путаницы. Открытые позиции или закрытые, танец отдельно или рядом — это все уже устарело, отголоски старого образа мышления из-за отсутствия технических знаний из прошлых вех. Это разделение на закрытые и открытые часто используется теми, кто пытается откреститься от эволюции танца, они просто скрывают свой недостаток знаний. Нам же совершенно ясно, что расстояния в танце намного более сложны, чем просто открытые или закрытые позиции. Мы узнаем что-то новое и систематизируем это. Результатом наших усилий является открытие для танца более широких возможностей, а также художественной красоты и качества.

### Элементы нуэво
- Voleo
- Sentada
- Volcada из близкой позиции
- Volcada в открытой позиции

К концу 2000-х включало много импровизаций и движений, заимствованных из аргентинского танго. Новые элементы отличаются не только типом касаний, но и включают внеосевые шаги, игривость, внимание к ритму и мелодии, делается акцент на импровизации партнерши. Некоторые танцоры включают в танец движения из сальсы, бальных танцев и свинга.

## Музыка
Самый важный и известный композитор нуэво — Астор Пьяццолла. Он произвел революцию в этом стиле за счет внедрения новых инструментов, таких как саксофон и электрогитара, а также открыл новые формы гармонических и мелодических структур в традиционном танго. Одна из самых известных работ Пьяццоллы в этом стиле — «Либертанго».
Другие наиболее известные творцы танго нуэво: Освальдо Пульезе, Ариэль Рамирес, а также Хуан Карлос Касерес.

## Исполнители
- Астор Пьяццолла
- Освальдо Пульезе
- Ариэль Рамирес
- Хуан Карлос Касерес
- Bajofondo
- Electrocutango
- Gotan Project
- Отрос Айрес
- Tanghetto
- Tosca Tango Orchestra
- Tango en Tres